# Marsaskala
Marsaskala (malt. Wied il-Għajn) – jedna z jednostek administracyjnych na Malcie. Zamieszkana przez 12 134 osób. Zabytkowy, dawny port rybacki. Obecnie znana miejscowość rozrywkowa. Przy bulwarze znajduje się wiele kawiarenek i restauracji zarówno włoskich jak i serwujących typowo maltańską kuchnię. Marsaskala współpracuje z innymi miejscowościami Unii Europejskiej poprzez stowarzyszenie Douzelage. U wybrzeży Marsaskala znajduje się wrak okrętu HMS Southwold (L10).

## Turystyka
- Kościół parafialny św. Anny (Parish Church of St Anne)
- Stary kościół parafialny św. Anny (Old Parish Church of St Anne)
- Kościół Matki Bożej Światłości  (Church of the Madonna of Light)
- Kościół św. Kajetana (Church of St Gaetan)
- Kościół św. Antoniego z Padwy (Church of St Anthony of Padua)
- (Chapel of Our Lady of the Girdle)
- Reduta Briconet z 1715 roku
- Bateria Riħama (Riħama Battery) z 1716 roku
- Bateria Żonqor (Żonqor Battery) z 1886 roku
- Wieża św. Tomasza (St Thomas Tower) z 1649 roku
- Wieża Mamo (Mamo Tower) z 1657 roku
- Villa Apap Bologna
- Villa Glenberg

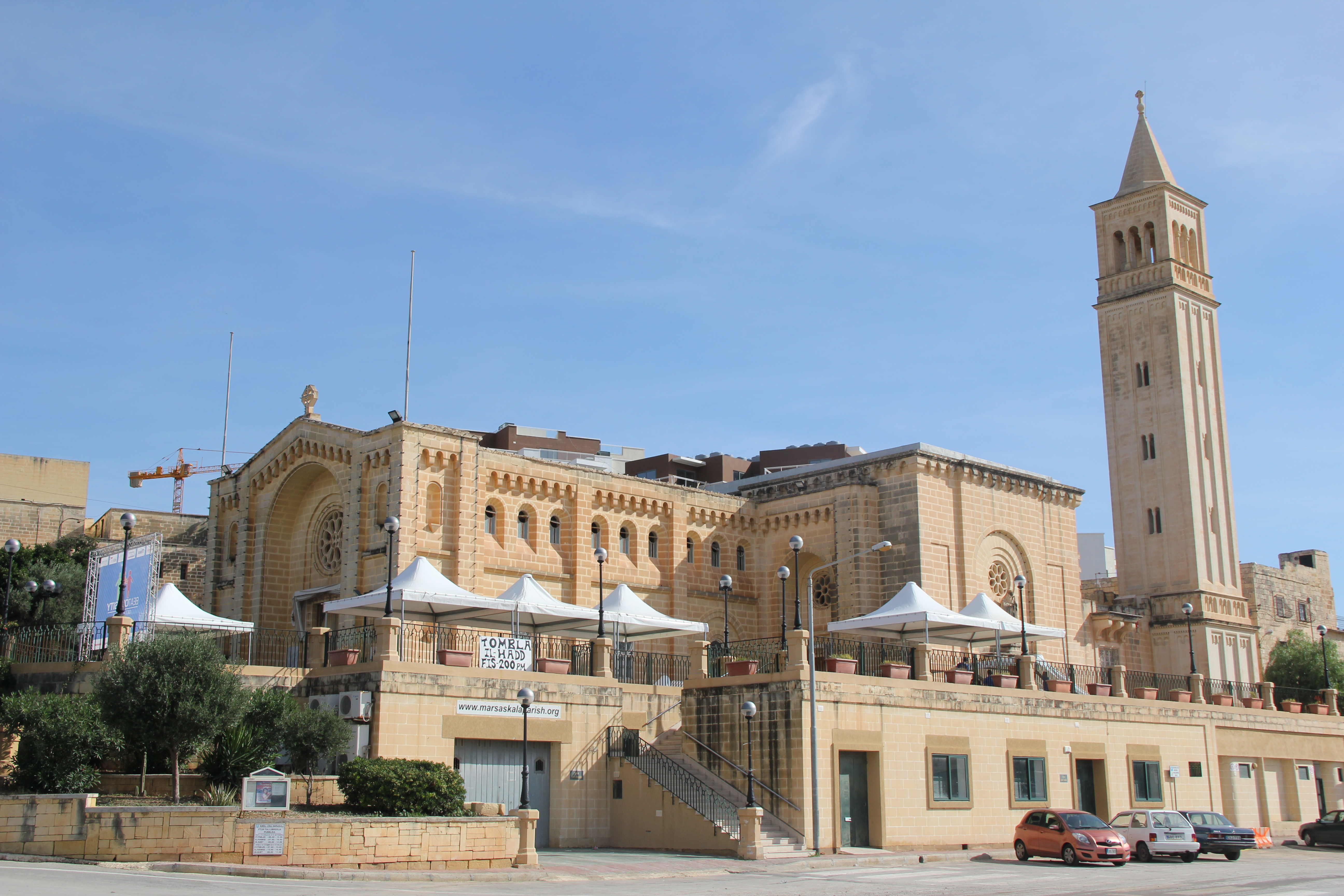
Kościół parafialny św. Anny
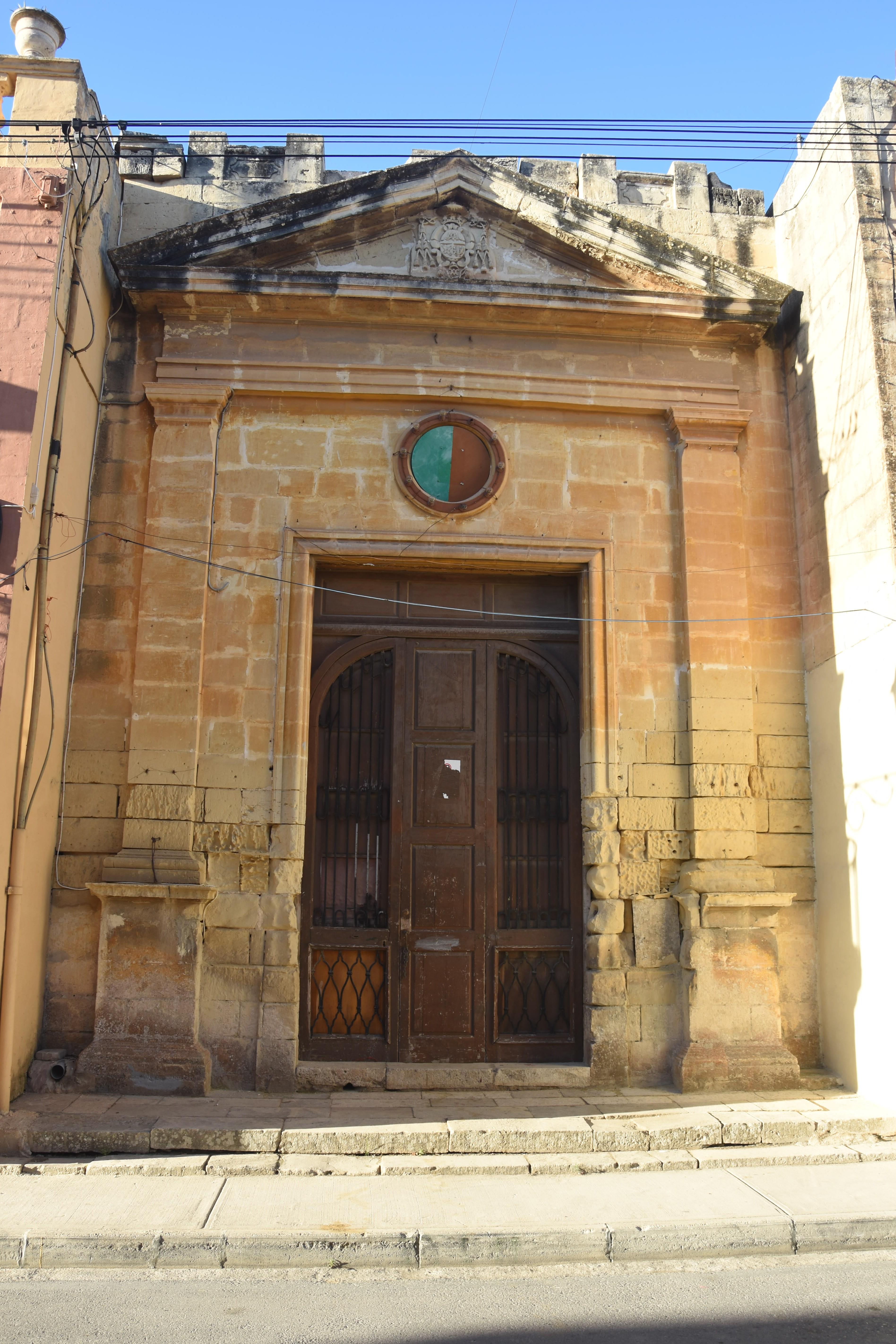
Stary kościół parafialny św. Anny
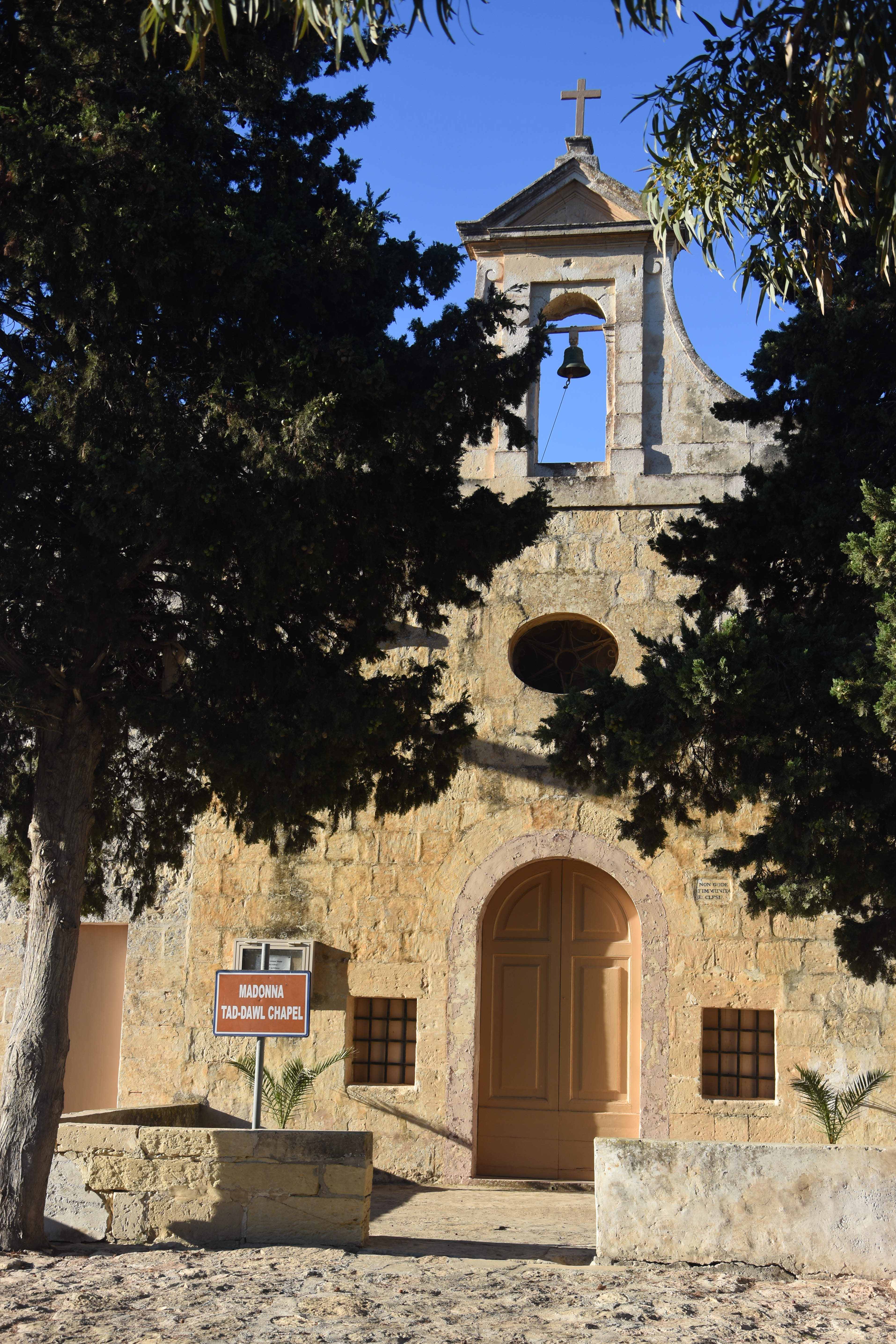
Kościół Madonny Światła
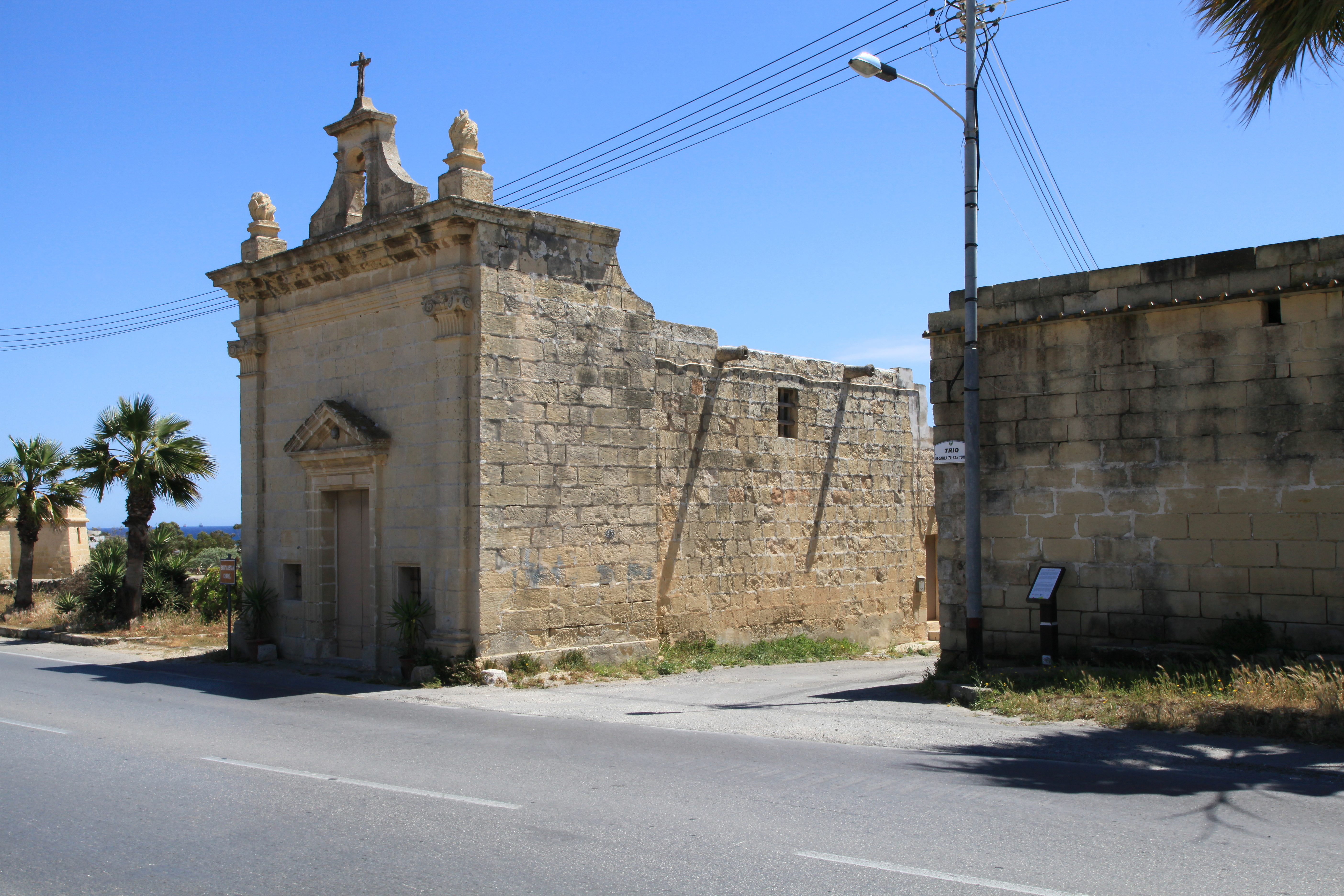
Kościół św. Kajetana
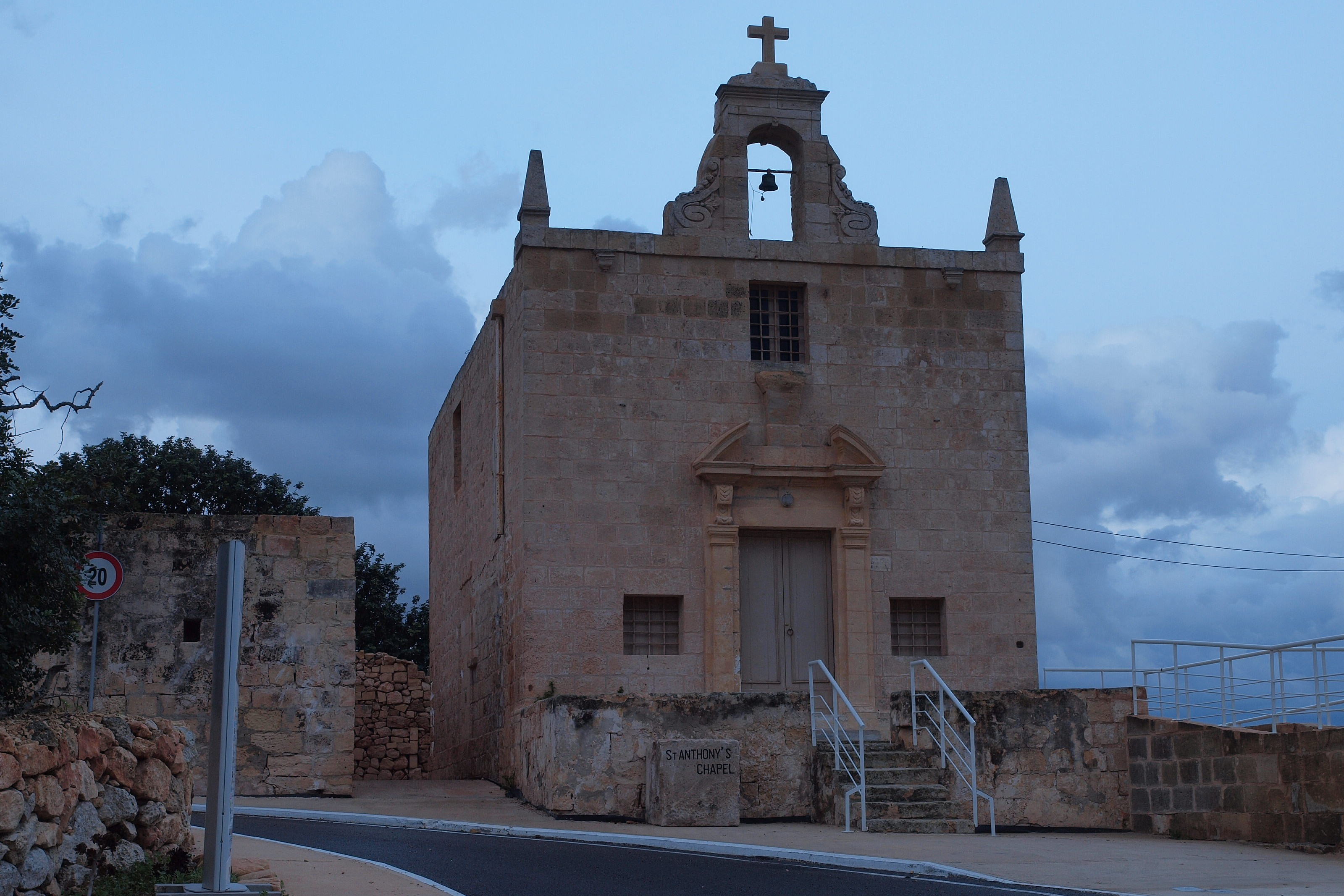
Kościół św. Antoniego z Padwy
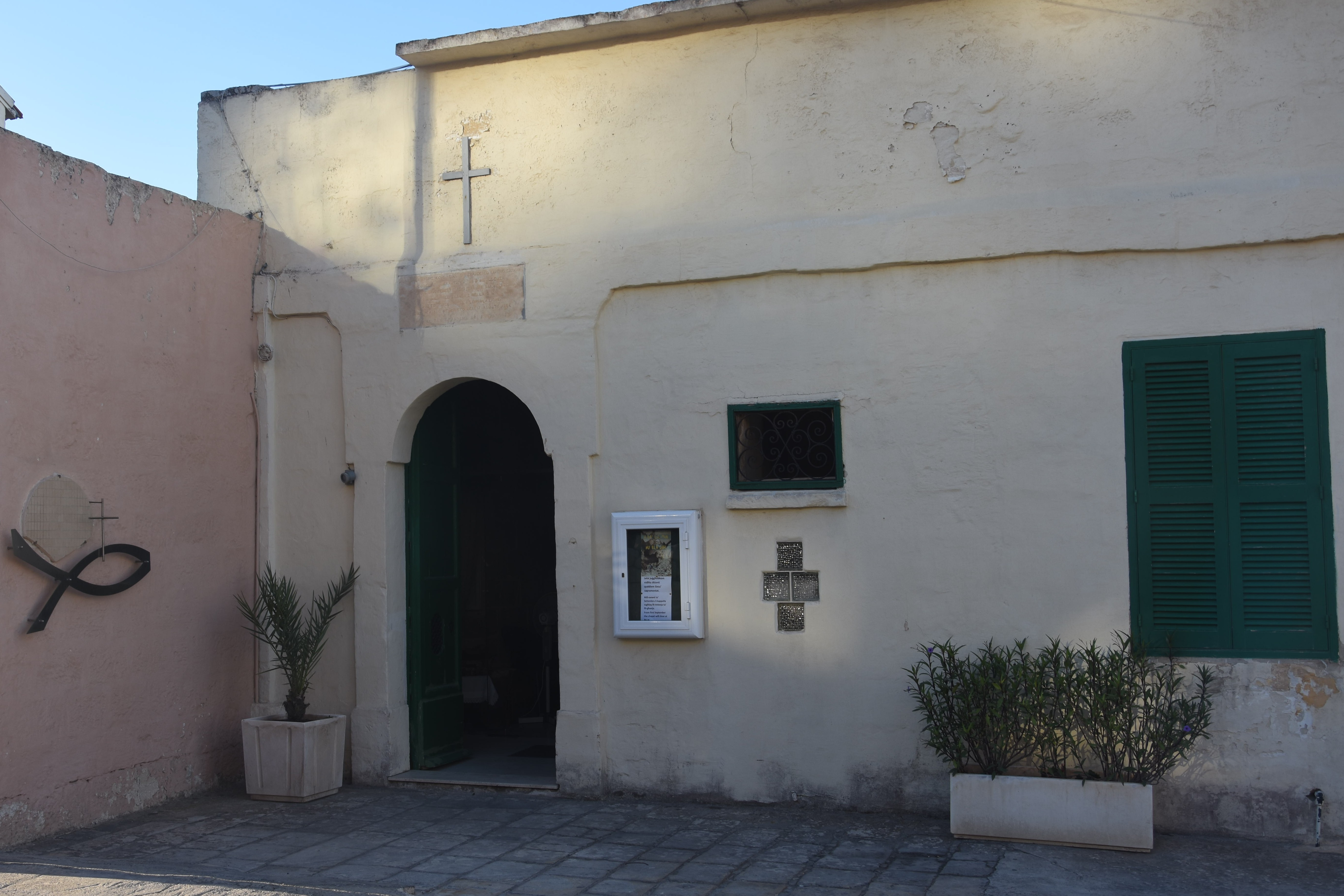
Kaplica (Chapel of Our Lady of the Girdle)
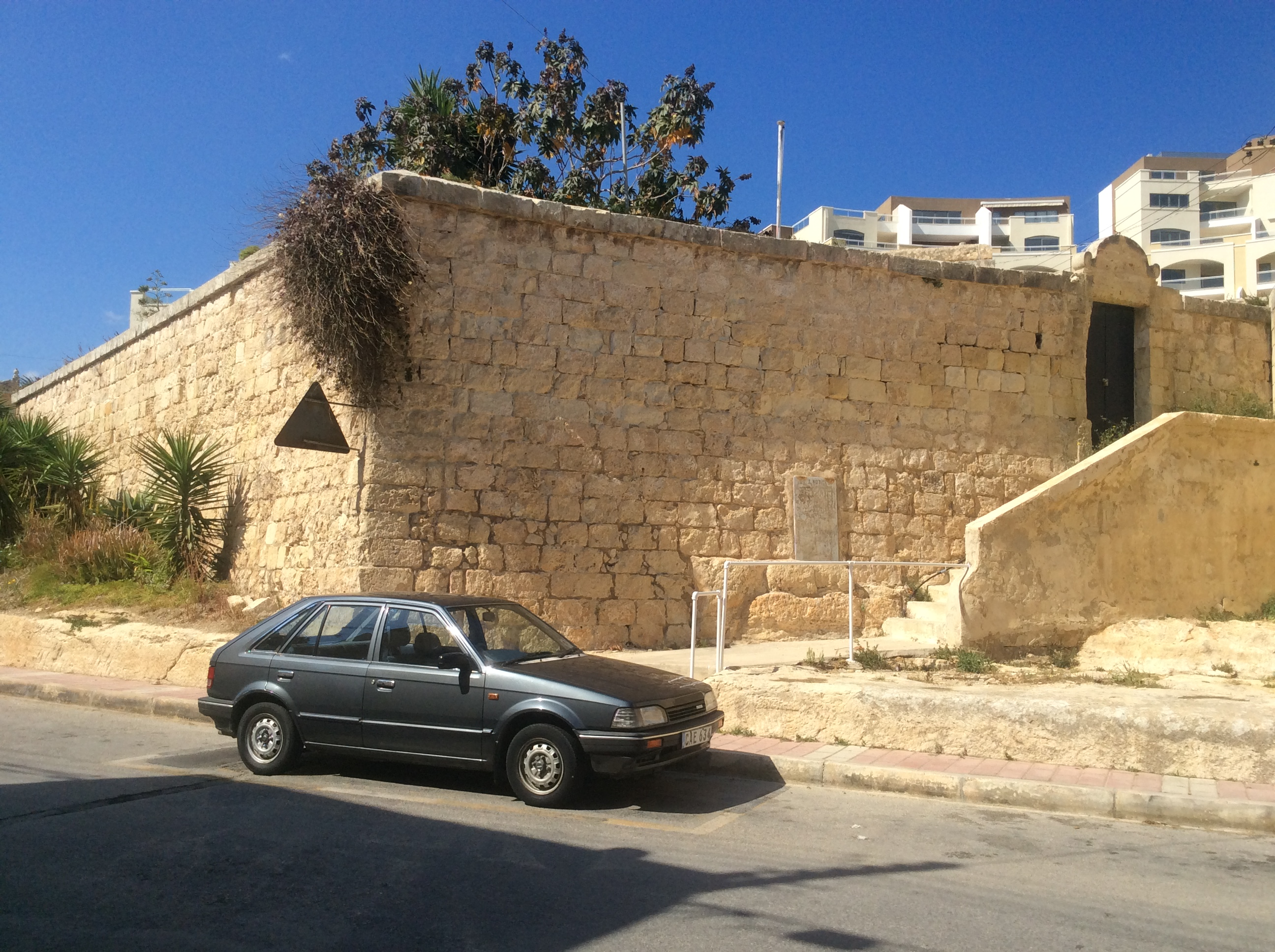
Reduta Briconet
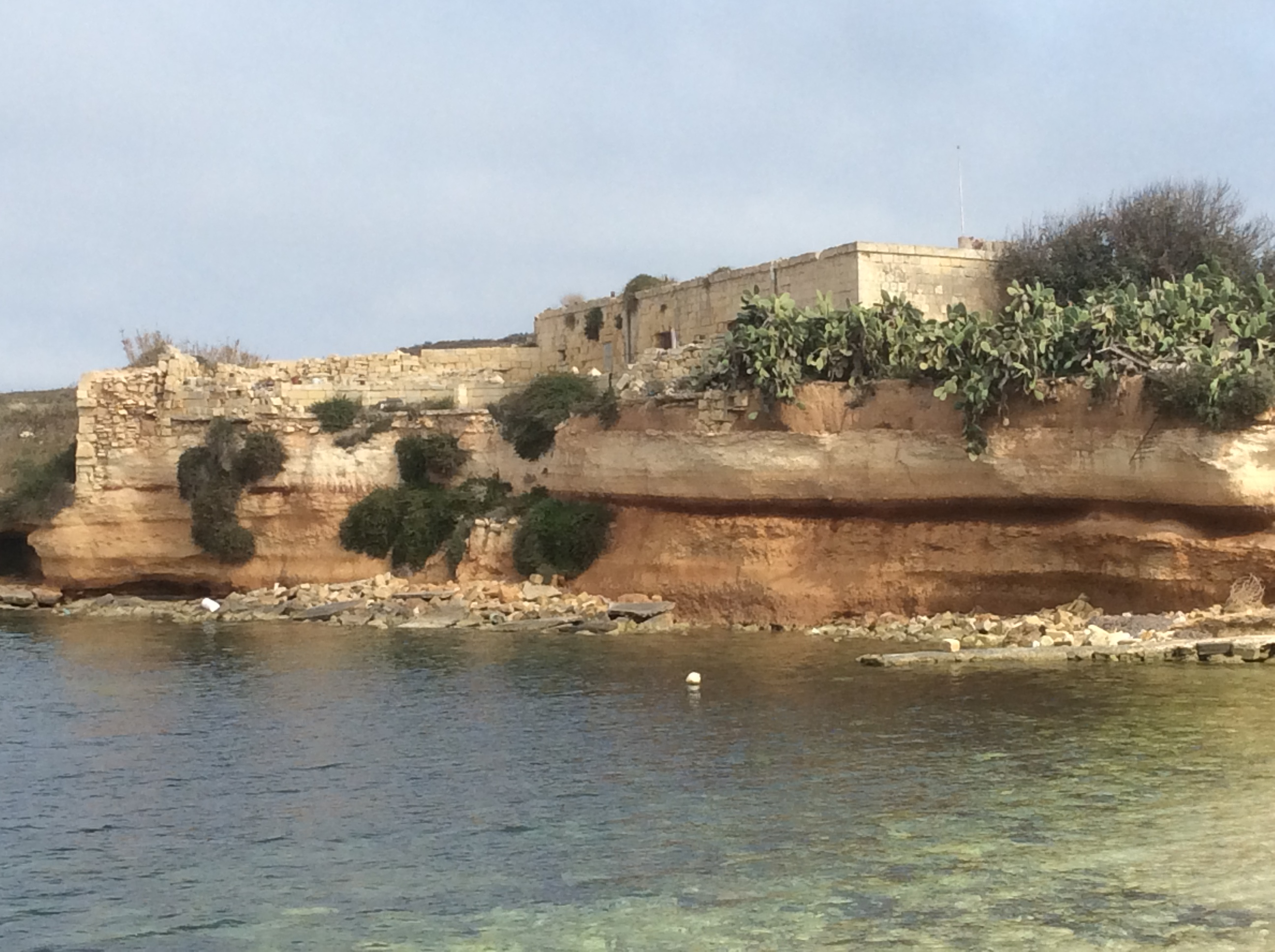
Bateria Rihama
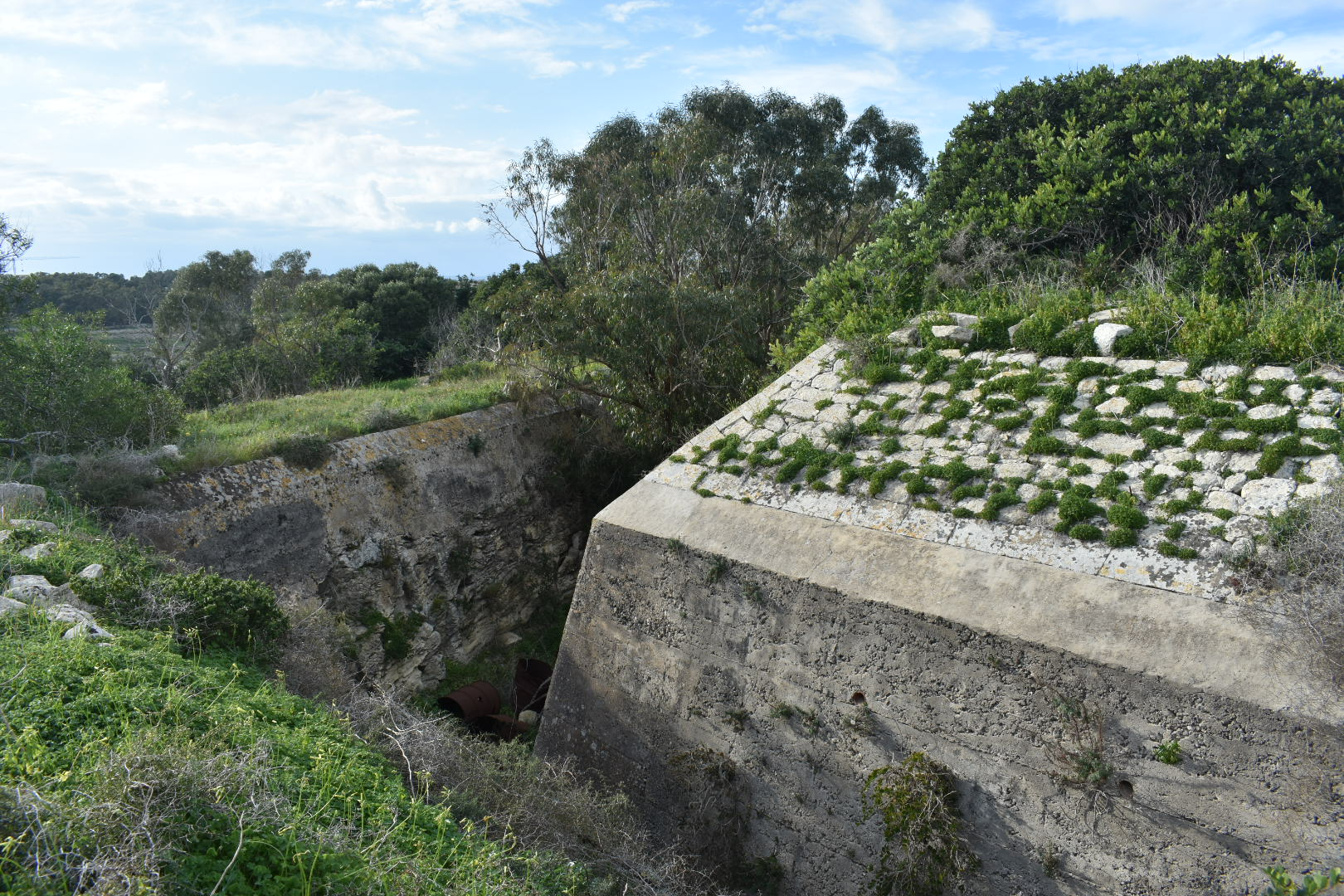
Bateria Żonqor
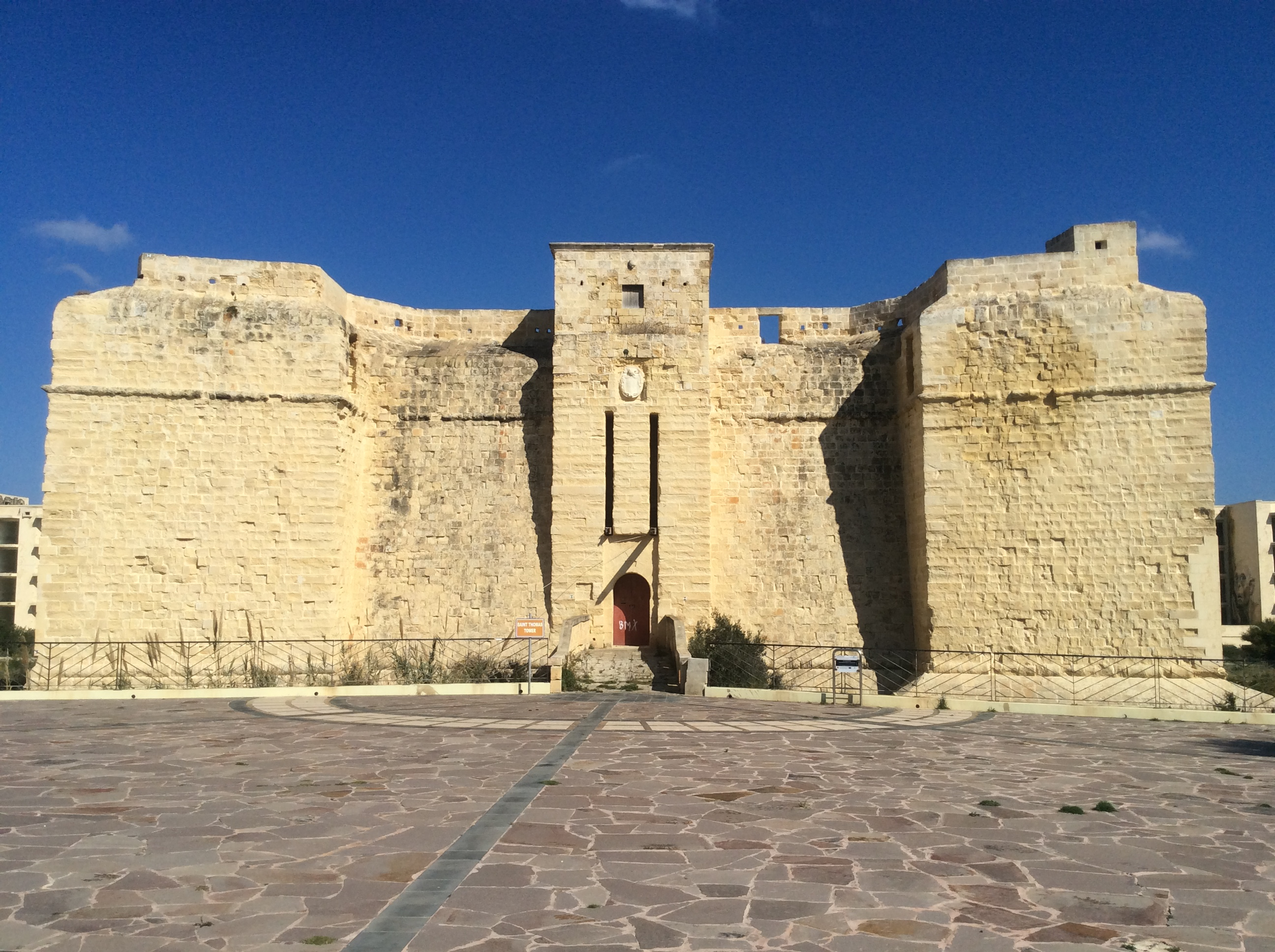
Wieża św. Tomasza
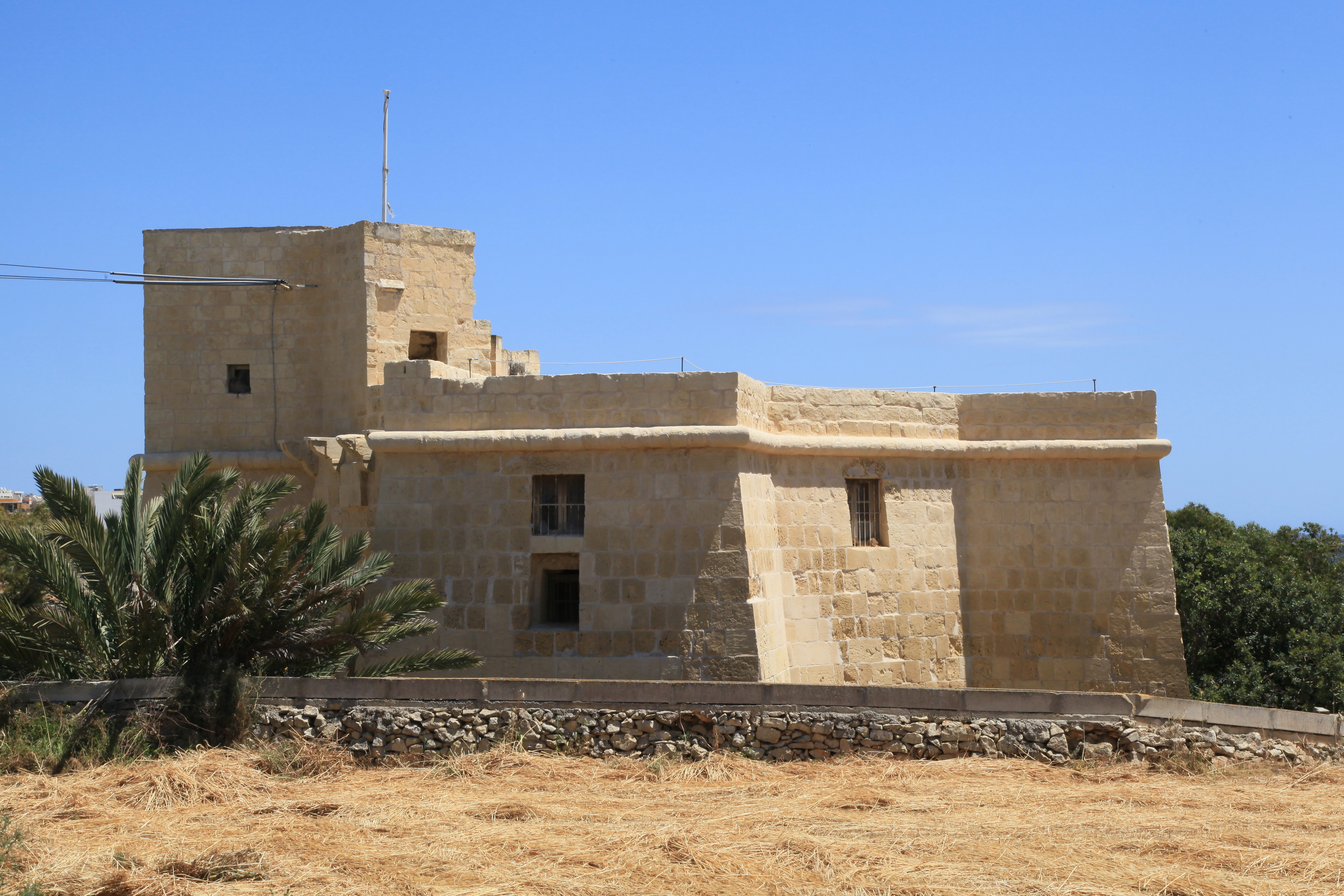
Wieża Mamo
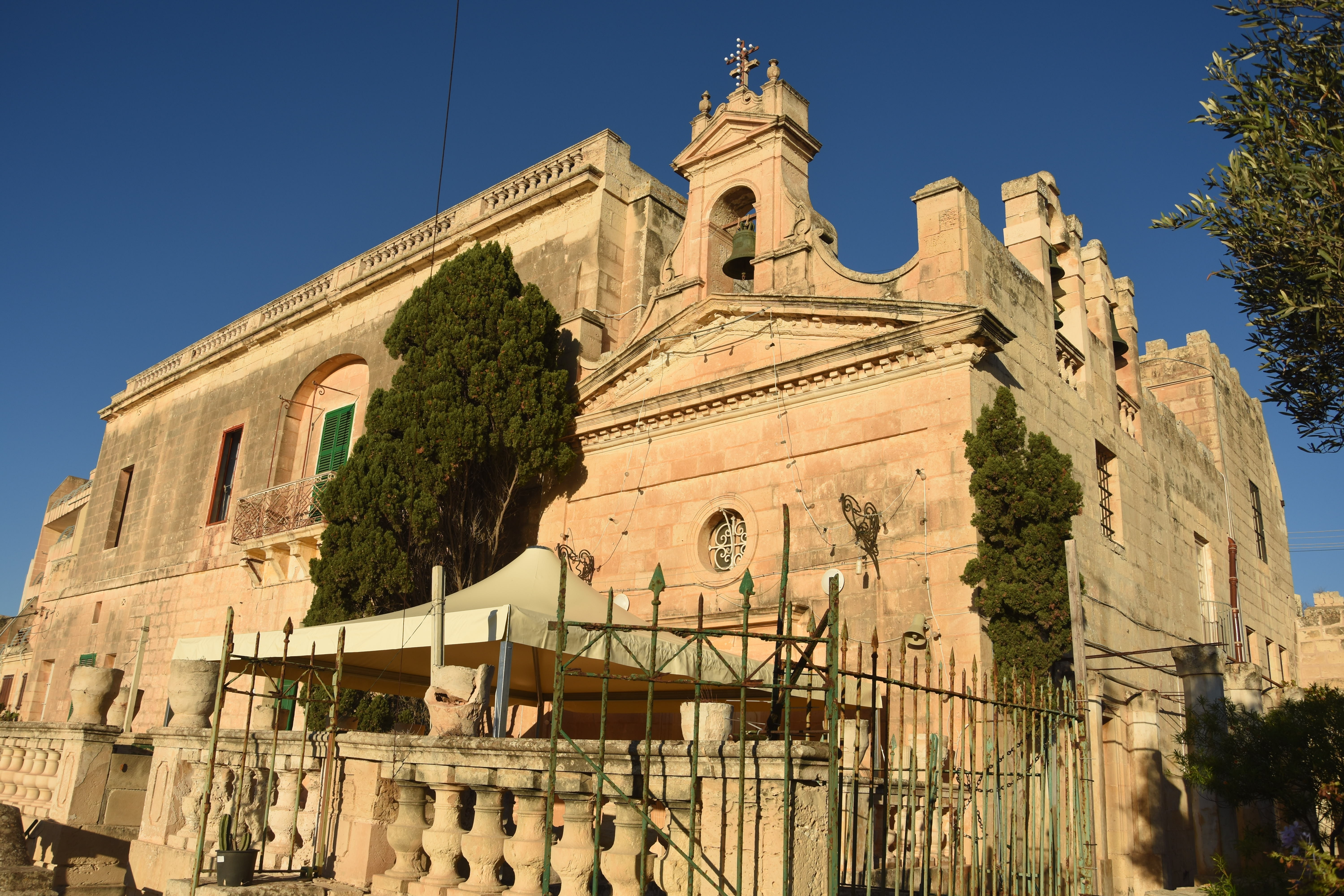
Villa Apap Bologna
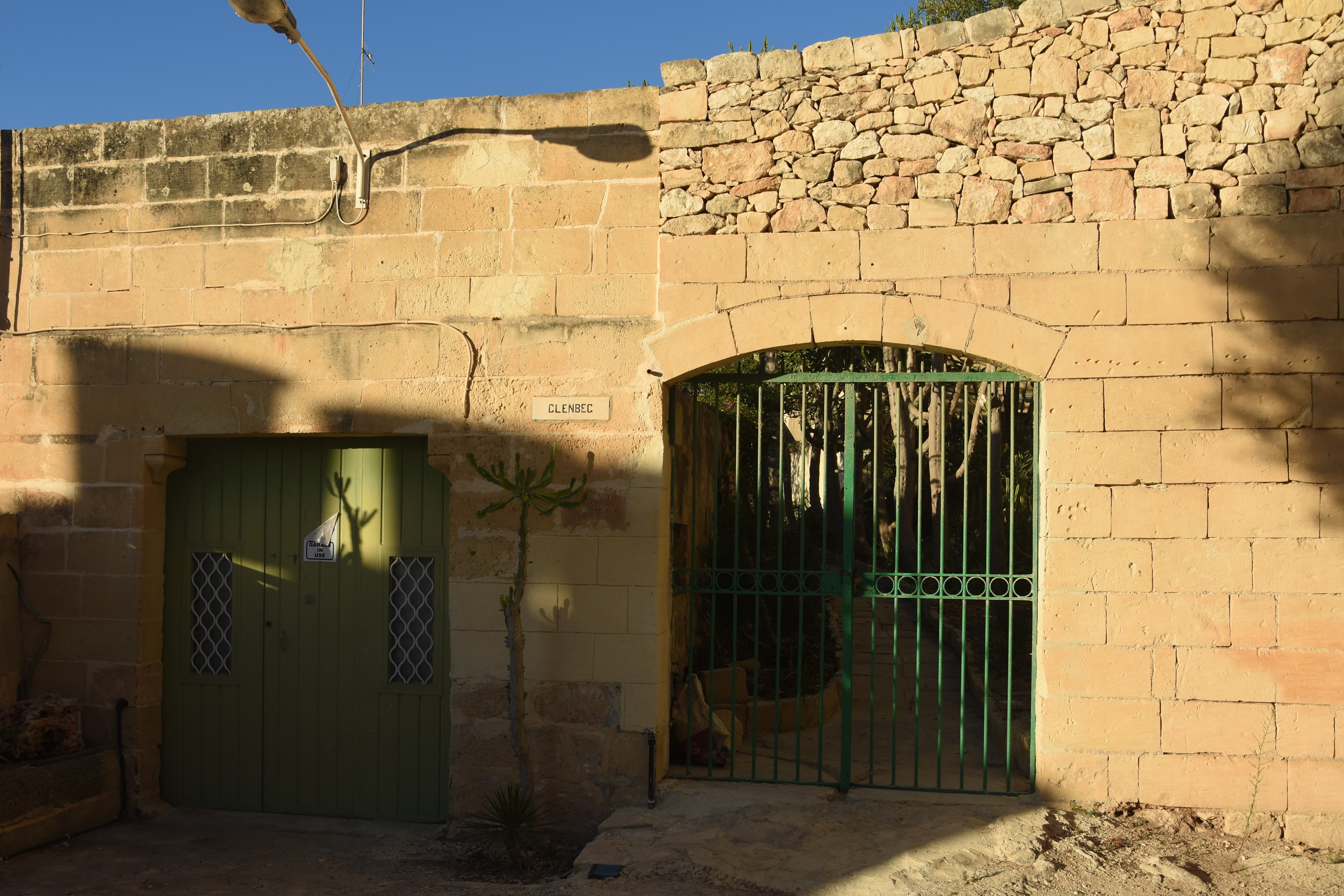
Villa Glenberg
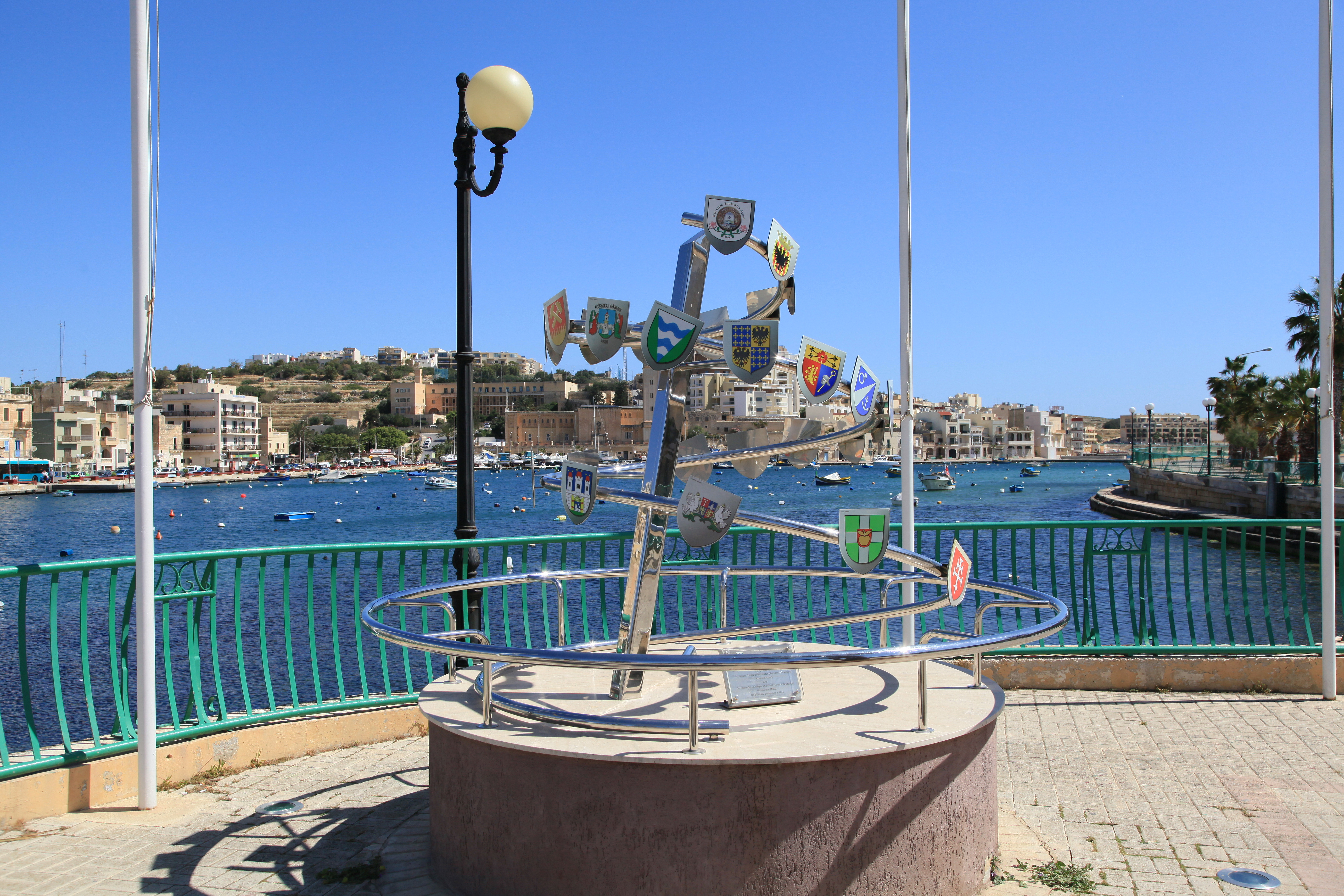
Kierunki miast partnerskich, tzw. Douzelage

## Sport
W miejscowości funkcjonuje klub piłkarski Marsaskala F.C. Powstał w 2010 roku. Obecnie gra w Maltese Third Division, czwartej maltańskiej lidze. 

## Współpraca
Miejscowości partnerskie:
- Altea, Hiszpania
- Bad Kötzting, Niemcy
- Bellagio, Włochy
- Bundoran, Irlandia
- Chojna, Polska
- Granville, Francja
- Holstebro, Dania
- Houffalize, Belgia
- Judenburg, Austria
- Karkkila, Finlandia
- Kőszeg, Węgry
- Sherborne, Wielka Brytania
- Meerssen, Holandia
- Niederanven, Luksemburg
- Oxelösund, Szwecja
- Preny, Litwa
- Preweza, Grecja
- Sesimbra, Portugalia
- Türi, Estonia
- Sigulda, Łotwa
- Sušice, Czechy
- Zwoleń, Słowacja